# Zasada kopernikańska
Zasada kopernikańska – zasada filozoficzna, według której położenie Ziemi we Wszechświecie nie jest w żaden sposób uprzywilejowane. Nazwa pochodzi od nazwiska Mikołaja Kopernika, który zaproponował odejście od geocentrycznego modelu Wszechświata i zastąpienie go takim, w którym Ziemia jest tylko jednym z ciał krążących wokół Słońca (przyjął jednak, że to Słońce jest blisko centrum Wszechświata).
Zasada kopernikańska jest częścią współczesnej metodologii nauki.
Zasadę kopernikańską stosuje się czasem również w naukach typu opisowego, jak historia. W naukach humanistycznych, takich jak socjologia czy antropologia, śladem stosowania tej zasady jest stwierdzenie, że nie istnieje wyróżniona w sensie wartości kultura czy ustrój polityczny. Twierdzenie to jest kwestionowane przez zwolenników postępu społecznego, takich jak marksiści .
Immanuel Kant użył sformułowania "przełom kopernikański" na określenie wpływu jego metody krytycznej na współczesne mu myślenie epistemologiczne. Pokazanie, że nie można badań "istoty" rzeczy oddzielić od mechanizmów "poznania", miało być filozoficznym analogiem obalenia dotychczasowych paradygmatów, jakiego dokonał Kopernik.

## Zasada kopernikańska a kosmologia
W kosmologii termin zasada kopernikańska jest czasami używany jako inna nazwa zasady kosmologicznej . Może to być mylące, ponieważ obydwa znaczenia zasady kosmologicznej różnią się od zasady kopernikańskiej podanej wyżej.
- Identyczność praw fizyki w całym Wszechświecie jest logicznie niezależna od tego, czy człowiek zajmuje w nim wyróżnione miejsce.
- Izotropowość oraz jednorodność – brak wyróżnionych miejsc – to dużo mocniejszy postulat niż to, że człowiek nie zajmuje wyróżnionego miejsca. Wg zasady kopernikańskiej to ostatnie może istnieć.

Nazywanie zasady kosmologicznej zasadą kopernikańską jest również nieścisłe historycznie. Kopernik nie postulował ani uniwersalności praw fizyki (jak Johannes Kepler), ani pełnej jednorodności i izotropowości Wszechświata. Zrobili to dopiero jego kontynuatorzy.
Zasada kopernikańska w ścisłym sensie – innym od zasady kosmologicznej – była krytykowana przez Brandona Cartera. Według jego słabej zasady antropicznej człowiek nie jest w miejscu centralnym, ale w pewnym stopniu wyróżnionym – bo obserwator może istnieć tylko w niektórych okresach i miejscach Wszechświata. Oprócz tego przy dodatkowym założeniu Wieloświata jego silna zasada antropiczna umieszcza człowieka w wyróżnionym miejscu multiversum. Według silnej ZA Cartera tylko obserwowany Wszechświat, z jego konkretnymi prawami, stałymi fizycznymi i warunkami początkowymi może doprowadzić do powstania obserwatora.
Od zasady kopernikańskiej jeszcze silniej odbiegają zasady antropiczne Barrowa i Tiplera – postulujące że istnienie obserwatora decyduje o prawdopodobieństwie lub nawet możliwości różnych parametrów Wszechświata. Partycypacyjna zasada antropiczna Johna Archibalda Wheelera postuluje, że człowiek swoim aktem obserwacji wręcz decyduje o istnieniu Wszechświata .